# Calceolaria maculata
Calceolaria maculata är en toffelblomsväxtart som beskrevs av Edwin. Calceolaria maculata ingår i släktet toffelblommor, och familjen toffelblomsväxter. Inga underarter finns listade i Catalogue of Life.